# Ильичёвский сельский совет (Ленинский район, Крым)
Ильичёвский сельский совет (укр. Іллічівська сільська рада, крымскотат. Qara Quyu köy şurası) — административно-территориальная единица в Ленинском районе АР Крым Украины (фактически до 2014 года; ранее до 1991 года — в составе Крымской области УССР в СССР), на Керченском полуострове. Население по переписи 2001 года — 1878 человек, площадь лощадь 42 км² 42 км². К 2014 году состоял из 1 села Ильичёво.
С 1920-х годов до 1957 года существовал Семи-Колодезянский сельсовет, упразднённый в 1957 году в связи с включением его центра посёлка Семь Колодезей в состав села Ильичёво. Тогда же, видимо, вместо Семи-Колодезянского появился Ильичёвский сельсовет. На 15 июня 1960 года в составе совета числились следующие населённые пункты:

| - - Бранное Поле - Заводское - Ильичёво | - - Калиновка - Набережное - Уварово |

В 1963 году Набережное было переименовано в Рыбное, 1964 году Уварово исключено из учётных данных, а название Уварово перенесено на село Бранное Поле. К 1977 году в Мысовской сельссовет отошло Заводское, а в Луговский — Уварово; 18 февраля 1977 года образован Калиновский сельсовет и в составе Ильичёвского осталось 2 населённые пункта: Ильичёво и Рыбное. В 1984 году Рыбное было исключено из учётных данных. С 12 февраля 1991 года сельсовет в восстановленной Крымской АССР, 26 февраля 1992 года переименованной в Автономную Республику Крым. С 21 марта 2014 года в составе Крыма аннексирован Россией. Законом «Об установлении границ муниципальных образований и статусе муниципальных образований в Республике Крым» от 4 июня 2014 года территория административной единицы была объявлена муниципальным образованием со статусом сельского поселения.